# Бакуліч Олена Олександрівна
Оле́на Олекса́ндрівна Баку́ліч (* 1963) — декан факультету економіки, менеджменту і права, професор кафедри транспортних систем та безпеки дорожнього руху Національного транспортного університету, кандидат технічних наук, відмінник освіти України.

## Загальні відомості
Народилася 1963 року. У 1985 році закінчила дорожньо–будівельний факультет Київського автомобільно-дорожнього інституту — зі спеціальності «автомобільні дороги».
В 1990—1994 роках — аспірант кафедри транспортних систем та маркетингу КАДІ. Протягом 1993—1994 років працювала у науково-дослідному секторі при кафедрі транспортних систем та маркетингу — старший науковий співробітник. 1994 року захистила дисертацію кандидата технічних наук. «Удосконалення методів розробки схем організації дорожнього руху в залежності від рівня екологічних характеристик регіону»
З 1996 по 2010 роки — доцент кафедри транспортних систем та маркетингу НТУ. З 2010-го — професор кафедри транспортних систем та безпеки дорожнього руху.
У 2004 році закінчила навчання в НТУ за спеціальністю «Правознавство» та отримала кваліфікацію юриста.
З 1997 року по 2013 рік працювала заступником декана — спочатку факультету управління на транспорті, потім факультету економіки, менеджменту і права. З 2013 року працює деканом факультету економіки, менеджменту і права.
Вчений секретар науково-методичної комісії Міносвіти і науки України з галузі знань «Транспорт і транспортна інфраструктура». Активно задіяна у розробку Галузевих стандартів вищої освіти України, зокрема освітно-кваліфікаційних характеристик, освітно–професійних програм та засобів діагностики.
Має біля 70 наукових та науково-методичних праць з яких 2 монографії, 4 навчальних посібника та 3 підручники. Деякі з них:
- «Математична модель розповсюджування шкідливих складових відпрацьованих газів у виїмках». 1991. співавтор Рилов А. В.
- «Ecological characteristic of road traffic organization schemes». Mobilita. Proceedings of the 5th International Scientific Conference. Bratislava. Polishchuk V.P., Bakulich O.O. 1992
- «Системний підхід до розробки схем організації дорожного руху з мінімальним рівнем екологічних характеристик», співавтор Поліщук В. П., 1992
- «Визначення доцільності удосконалення схем організації дорожнього руху». Український транспортний університет. Системні методи керування, технологія та організація виробництва, ремонту і експлуатації автомобілів, 1998
- «Застосування координованого регулювання дорожнім рухом в залежності від екологічних характеристик транспортного потоку» співавтор Поліщук В. П.,1998.
- «Імітаційне моделювання впливу кута повороту магістралей в плані на рівень транспортного шуму», 1998.
- «Регресійний аналіз рівня викиду шкідливих речовин транспортним потоком», 1998.
- «Екологічне обґрунтування вибору раціонального варіанту розташування об'єкту транспортного будівництва», 2006,
- «Екологічна експертиза вулично-дорожньої мережі міста з урахуванням схеми організації дорожнього руху» 18 Конференція; Ряшівська політехніка. Materialy XVIII konferencji miedzynarodovej SAKON 07 Rzeszow; 2007
- Навчальний посібник «Дослідження операцій в транспортних системах. Частина 2. Системи масового обслуговування.», співавтори Четвертухін Борис Михайлович, С. Д. Радкевич; 2001
- Підручник «Вантажознавство (Вантажі, правила перевезень, рухомий склад)»; 2-ге видання, перероблене і доповнене; співавтори Є. К. Вільковський, І. І. Кельман, 2007,
- Монографія «Мережева розробка курсів з тренінгу в сфері менеджменту та транспортній логістиці», 2008
- Монография «Сучасні тенденції ринку транспортних послуг», 2009
- Підручник «Автотранспортна експертиза»; співавтори Доля В. К., Давідіч Ю.О, Лозовий А. І., Сабадаш В. В., 2011
- Підручник «Організація дорожнього руху», колектив авторів за загальним керівництвом Поліщука В. П.
- Підручник «Інформаційне забезпечення туризму»; колектив авторів за загальним керівництвом М. Ф. Дмитриченка, 2012.